# Longeault-Pluvault
Longeault-Pluvault község Franciaország Burgundia-Franche-Comté régiójában, Côte-d’Or megyében. Új községként 2019. január 1-jén jött létre Longeault és Pluvault község egyesítésével. A korábbi községek egyesülésekor az új község lélekszáma 1131 fő lett. Lakosainak száma 1154 fő (2022. január 1.).

## Népesség
| Lakosok száma | 1126 | 1131 | 1137 | 1143 | 1148 | 1154 |
|               | 2017 | 2018 | 2019 | 2020 | 2021 | 2022 |